# Problepsis ommatophoraria
Problepsis ommatophoraria là một loài bướm đêm trong họ Geometridae.